# Emanuel Miller
Emanuel Miller (Scarborough, 19 giugno 2000) è un cestista canadese di ruolo ala piccola o ala grande.

## Biografia
Miller ha frequentato la Bill Crothers Secondary School a Markham, in Ontario prima di trasferirsi negli Stati Uniti.

## Carriera
Terminate le scuole superiori, Miller passa al college di Texas A&M, ottenendo una media da 6,4 punti e 6,3 rimbalzi nell'anno da freshman e 16,2 punti e 8,2 rimbalzi da sophomore. Dopo due stagioni con gli Aggies, si trasferisce alla TCU. Nel suo ultimo anno con gli Horned Frogs realizza 15,8 punti e 6,1 rimbalzi a partita di media.
Rimasto undrafted, Miller si unisce ai Dallas Mavericks prima di essere rilasciato ai Texas Legends.
Il 28 dicembre 2024, Miller firma con i Chicago Bulls in un two-way contract.

### Nazionale
Ha disputato varie competizioni con il Canada tra cui la Coppa del mondo FIBA U-19 nel luglio del 2017, dove la nazionale nordamericana ha vinto la medaglia d'oro e il Campionato americano FIBA U-18 nel 2018, ottenendo una medaglia d'argento.

## Statistiche

### College
| Anno      | Squadra          | PG  | PT  | MP   | TC%  | 3P%  | TL%  | RP  | AP  | PRP | SP  | PP   |
| --------- | ---------------- | --- | --- | ---- | ---- | ---- | ---- | --- | --- | --- | --- | ---- |
| 2019-2020 | Texas A&M Aggies | 30  | 25  | 24,6 | 40,4 | 14,3 | 61,7 | 6,3 | 0,9 | 0,7 | 0,1 | 6,4  |
| 2020-2021 | Texas A&M Aggies | 17  | 13  | 31,6 | 57,1 | 0,0  | 81,7 | 8,2 | 1,4 | 0,8 | 0,1 | 16,2 |
| 2021-2022 | TCU Horned Frogs | 34  | 34  | 27,5 | 49,3 | 24,4 | 68,8 | 6,2 | 0,9 | 0,7 | 0,8 | 10,3 |
| 2022-2023 | TCU Horned Frogs | 32  | 31  | 29,8 | 50,5 | 39,2 | 65,2 | 6,5 | 1,7 | 0,9 | 0,9 | 12,3 |
| 2023-2024 | TCU Horned Frogs | 34  | 34  | 32,6 | 48,6 | 38,3 | 81,5 | 6,1 | 2,6 | 1,1 | 0,4 | 15,8 |
| Carriera  | Carriera         | 147 | 137 | 29,1 | 49,3 | 31,9 | 73,4 | 6,5 | 1,5 | 0,8 | 0,5 | 11,9 |

### NBA

#### Regular Season
| Anno      | Squadra       | PG | PT | MP  | TC%  | 3P% | TL% | RP  | AP  | PRP | SP  | PP  |
| --------- | ------------- | -- | -- | --- | ---- | --- | --- | --- | --- | --- | --- | --- |
| 2024-2025 | Chicago Bulls | 6  | 0  | 4,2 | 50,0 | 0,0 | 100 | 1,3 | 0,3 | 0,2 | 0,0 | 1,7 |
| Carriera  | Carriera      | 6  | 0  | 4,2 | 50,0 | 0,0 | 100 | 1,3 | 0,3 | 0,2 | 0,0 | 1,7 |

### G League
| Anno      | Squadra          | PG | PT | MP   | TC%  | 3P%  | TL%  | RP  | AP  | PRP | SP  | PP   |
| --------- | ---------------- | -- | -- | ---- | ---- | ---- | ---- | --- | --- | --- | --- | ---- |
| 2024-2025 | Texas Legends    | 16 | 14 | 37,5 | 48,5 | 37,2 | 75,0 | 8,4 | 2,4 | 1,1 | 0,9 | 18,2 |
| 2024-2025 | Windy City Bulls | 25 | 24 | 34,3 | 45,1 | 25,0 | 78,3 | 6,9 | 2,0 | 1,3 | 1,2 | 16,5 |
| Carriera  | Carriera         | 41 | 38 | 35,6 | 46,5 | 31,5 | 77,3 | 7,5 | 2,2 | 1,2 | 1,1 | 17,2 |